# لورين غارلاند
لورين غارلاند (بالإنجليزية: Lorraine Garland)‏ هي موسيقية أمريكية، ولدت في 15 فبراير 1963.

## وصلات خارجية
- لورين غارلاند على موقع IMDb (الإنجليزية)
- لورين غارلاند على موقع ميوزك برينز (الإنجليزية)
- لورين غارلاند على موقع أول ميوزيك (الإنجليزية)
- لورين غارلاند على موقع ديسكوغز (الإنجليزية)